# Geraldo Lapenda
Geraldo Calábria Lapenda (Nazaré da Mata, Pernambuco, 6 de desembre de 1925 - Recife, 19 de desembre de 2004) va ser un filòleg i professor universitari brasiler.

## Vida

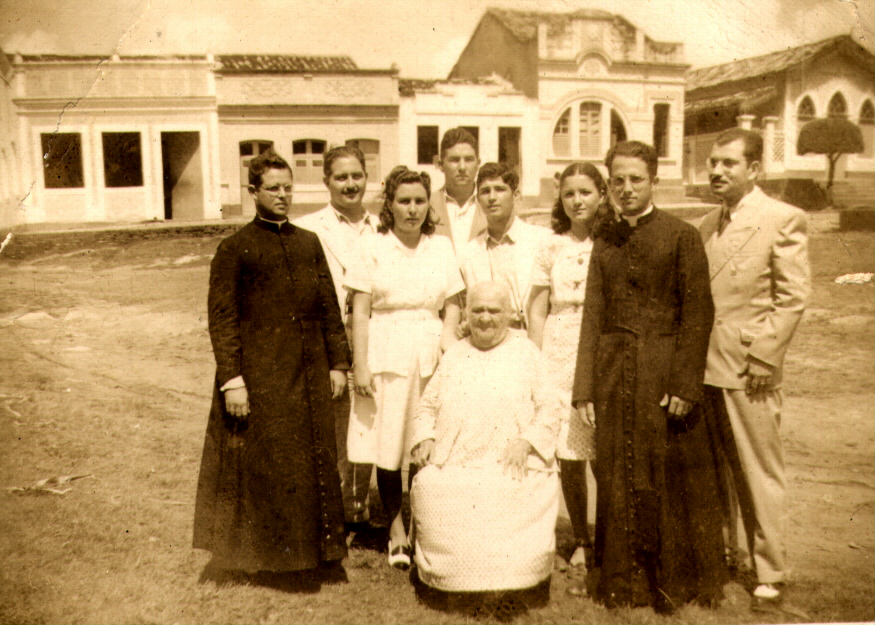
A Nazaré da Mata, amb els seus germans i la seva àvia materna (1946).

Fill de José Spinelli Lapenda (Pepino) i Anna Calábria Lapenda, era el cinquè de set germans: Feliciano (Pare Lapendinha), José, María de la Conceição (Ceça), Pascoal (Lito) i Francisco de Assis, ja morts, i María Ângela. Després dels seus estudis primaris a Nazaré da Mata, va anar a Rio de Janeiro, per prosseguir els seus estudis al Seminari Arquidiocesano de San José, on, a més d'Humanitats (1937/1943), va fer el curs de Filosofia (1944/1946), amb especialització en grec, grec-bíblic i hebreu.
A la Pontifícia Universitat Gregoriana de Roma, el 1946 va estudiar Teologia al Pontificio Colegio Pio Brasileiro, però no va acabar els estudis i va retornar al Brasil al març de 1948. El seu somni, llavors, era l’advocacia, però els anys de seminari el conduirien a la Facultat de Filosofia, Ciències i Lletres "Manuel de la Nóbrega", de la Universitat Catòlica de Pernambuco, on es llicenciar el 1952 en lletres neo-llatines.
Va començar com a professor de la recentment creada Facultat de Filosofia de Pernambuco, que posteriorment integraria la Universitat del Recife, avui Universitat Federal de Pernambuco, on va conèixer la seva esposa, María Clementina Barros Lapenda, amb qui es va casar el 20 de desembre de 1952. Van tenir tres fills: Ana Lúcia, Marcos José i Marcelo Lapenda.
Es va llicenciar en Dret per la Universitat Catòlica de Pernambuco (1968/1972), però només hi va exercir dos anys.
En 1965, va guanyar una borsa per fer el curs de Tipologia Lingüística al 1r Institut Lingüístic Llatinoamericà (desembre/1965 a gener/1966), promogut pel PILEI - Programa Interamericà de Lingüística i Ensenyament d'Idiomes a l’Uruguai.
Finalment es va doctorar en Lletres per la Universitat Federal de Pernambuco, obtenint el títol de Docent-Lliure en Lingüística, mitjançant aprovació en concurs de títols i proves, amb la defensa de la seva tesi Aspectos Fonéticos do Falar Nordestino (1977).
Va participar activament de la fundació de l'Associació Brasilera de Lingüística (ABRALIN), en la qual va arribar a integrar el seu primer Consell Director, i fomentant altres activitats d'àmbit nacional i local i, encara, va ser consultor científic de la Fundació de Suport al Desenvolupament de la Universitat Federal de Pernambuco (FADE-UFPE).

## Publicacions
- História da Literatura Latina – apreciação da obra do Cônego Pedrosa (1948)
- Português Comercial – apreciação sobre o trabalho do Prof. Adauto Pontes (1952)
- Palestra e Ginásio (1953)
- Etimologia da Palavra "Tupã" [4] (1953)
- Morfologia Histórica do Italiano (1954)
- O Indo-europeu (1954)
- Nomes Compostos da Língua Grega (Faculdade de Filosofia de Pernambuco, 1954)
- Vocabulário e Gramática da Língua Iatê, em apêndice ao livro Etnologia Brasileira: fulniô, os últimos tapuias, do Prof. Estêvão Pinto, publicado dentro da coleção "Brasiliana" (vol. 285) da Editora Nacional (1956)
- Os Dialetos da Itália (1956)
- O Substantivo Italiano (1959)
- Dialeto Xucuru[4] (1962)
- Perfil da Língua Yathê[4] (1965)
- Processos Morfológicos e Mudanças Fonéticas (1977)
- Meios de Produção e Transmissão dos Sons da Fala na Linguagem Humana (1980)
- Universidade é Reunião de Valores (1980)
- Maracutaias?!… (1990)
- Quebra-cabeças (1990)
- Pseudo-etimologias (1990).
- Arte da Língua Kariri
- Partículas do Iatê
- Seis Cartas Tupis do Brasil Holandês
- Os Índios Xucurus: resquícios de uma língua
- Os Tupis-Guaranis e os Índios em Pernambuco

Poesies
- Por causa d’um colarinho (1942)
- Xe remirekó (1952)
- Ne te deiciant tribulationes (1955)
- HOMEMULHER (1978)[5]